# Oldřich Dvořák

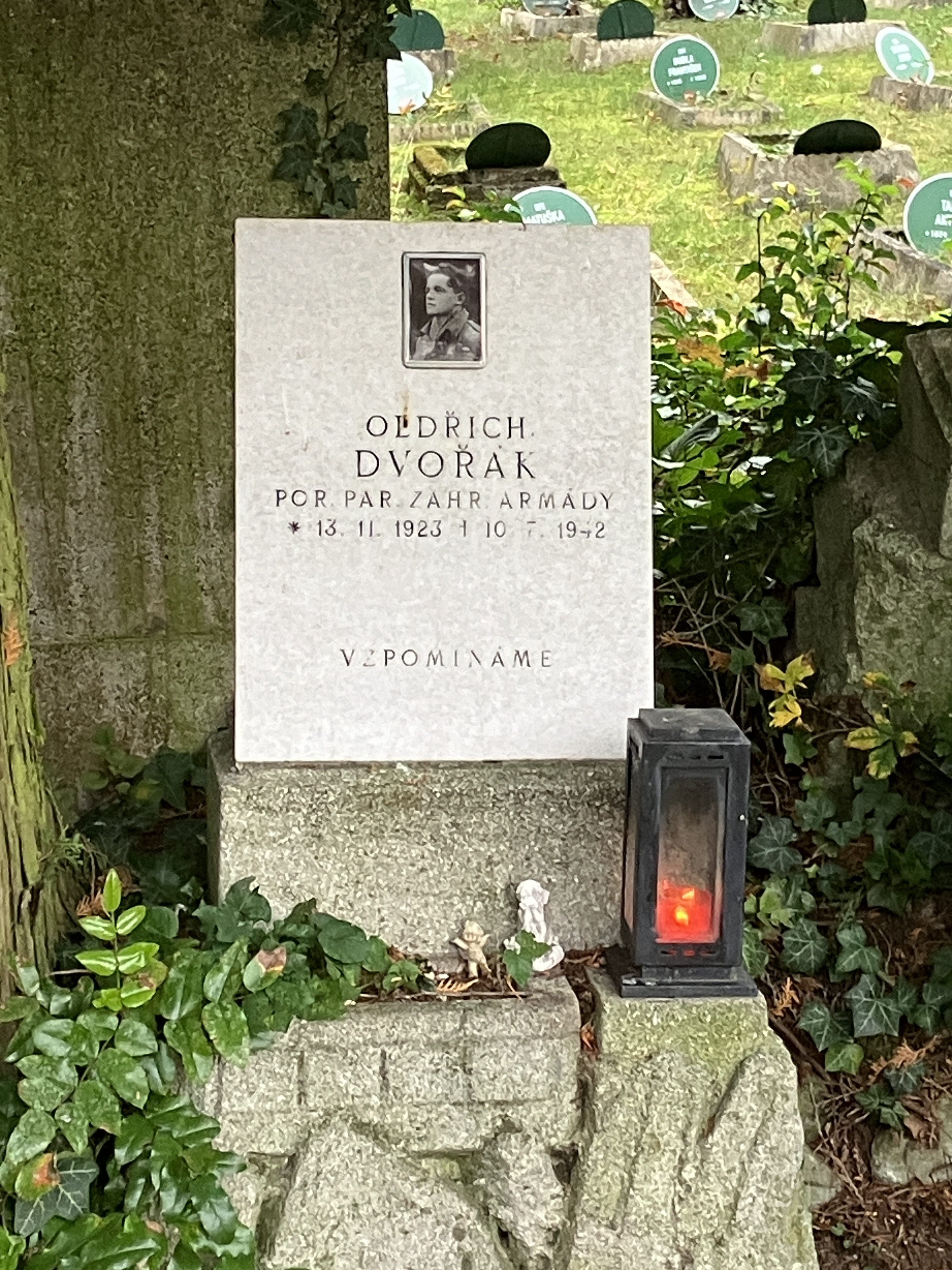
Hrob nadporučíka in. Memoriam Oldřicha Dvořáka na Ústředním hřbitově v Brně

Oldřich Dvořák (13. listopadu 1923, Trenčín – 9. července 1942, Radošovce u Skalice) byl československý voják a příslušník výsadku Steel.

## Mládí
Narodil se 13. listopadu 1923 v Trenčíně v rodině železničáře, otec Jan byl strojvedoucím ČSD, matka Karla, rozená Wolfanová byla v domácnosti. Pocházel ze čtyř dětí; dva starší bratři a sestra.
Z důvodu otcova povolání se rodina často stěhovala. Obecnou školu absolvoval v Žilině stejně jako část reálného gymnázia. Po vzniku Slovenského státu v roce 1939 se rodina přestěhovala do Brna kde ve studiu pokračoval.

## V exilu
24. ledna 1940 bez rozloučení opustil domov a přes Slovensko, Maďarsko, Jugoslávii a Bejrút doplul do Francie. 4. dubna 1940 tam byl zařazen k telegrafní rotě a prodělal základní kurz. Bojů o Francii se nezúčastnil. Do Anglie byl evakuován 7. července 1940. V Anglii byl zařazen k 2. pěšímu pluku ke spojovací četě, od 1. ledna 1941 k velitelské četě. Tam byl vybrán do výcviku pro plnění zvláštních úkolů.
Od 15. srpna do 13. září 1941 absolvoval základní sabotážní kurz a poté parakurz. Již v hodnosti svobodníka pokračoval ve všeobecném studiu, které hodlal zakončit maturitou. Ze studia byl ze služebních důvodů odvolán a od 27. února do 18. dubna 1942 absolvoval telegrafní kurz. Odtud byl přidělen na Vojenskou radiovou ústřednu, kde se připravoval pro plnění úkolů. 22. dubna 1942 mu bylo sděleno zařazení do jednočlenného výsadku Steel a byl seznámen se svým operačním úkolem.

## Nasazení
Dne 28. dubna 1942 seskočil u dvora Požáry na Křivoklátsku. Ukryl materiál a odjel na záchytné adresy v Lázních Bělohrad a Pardubicích. Ukrytou vysílačku vyoral kočí a četníci z Křivoklátu ji předali gestapu. Kpt. Bartošem byl poté přidělen k ÚVODu jako radista. Pomáhal telegrafistovi Františkovi Peltánovi a spolu s ním byl poslán v polovině května do Plzně. Tam se ho ujali Václav Král a Jan Bejbl. Král mu zajistil falešné doklady. Po atentátu na Heydricha ho Bejbl a Král schovali v cele plzeňské policie, krátce se také ukrýval v nemocnici ve Strakonicích, kde ho "hospitalizoval" MUDr. Karel Hradecký.
V období heydrichiády se přesunul na Slovensko, kde se chtěl skrýt u své vdané sestry. Cestou se stavil v obci Radošovce, aby místnímu notářovi Prokopovi sdělil pozdrav od jeho syna z Anglie. Prokop ale okamžitě informoval četnickou stanici a při následném zátahu byl Dvořák dopaden a zastřelen.
Tělo bylo podrobeno pitvě ve Skalici a 11. července 1942 bylo pohřbeno v Radošovcích.

## Po válce
1. prosince 1945 byl jmenován podporučíkem pěchoty v záloze a povýšen na podporučíka pěchoty.
V březnu 1948 byly jeho ostatky exhumovány a pohřbeny s vojenskými poctami na ústředním hřbitově v Brně. 17. července 1948 byl povýšen na nadporučíka pěchoty v záloze in memoriam. Žádost, aby mu v případě smrti byla výjimečně uznána maturitní zkouška, byla pro administrativní překážky školou zamítnuta.

## Vyznamenání
- 1944 –  Pamětní medaile československé armády v zahraničí se štítky Francie a Velká Británie
- 1945 –  Československý válečný kříž 1939